# Gesinnungsgemeinschaft der Neuen Front
Die Gesinnungsgemeinschaft der Neuen Front (GdNF) ist eine rechtsextreme Organisation in Deutschland. In den frühen 1990er Jahren war sie eine der Schlüsselorganisationen der neonazistischen Szene.
Die Gesinnungsgemeinschaft der Neuen Front wurde 1984 durch die Neonazis Michael Kühnen, Thomas Brehl und Christian Worch gegründet. Nach dem Verbot der rechtsextremistischen Aktionsfront Nationaler Sozialisten/Nationaler Aktivisten (ANS/NA) am 7. Dezember 1983 entstanden zunächst eine Reihe von Organisationen ohne feste Strukturen wie um den Leserkreis der Zeitschrift Die Neue Front (NF) herum, um ein Folgeverbot zu verhindern. Anschließend wurden diese in der GdNF vereint und die Mitglieder der ANS/NA weitestgehend übernommen. 
Die GdNF bekennt sich offen zum 25-Punkte-Programm der NSDAP und stellt sich selbst in die Tradition der SA und des „revolutionären“ Flügels der NSDAP. Adolf Hitler gilt ihnen als „Heilsgestalt der arischen Rasse“.
Aufgrund des Streites um die Homosexualität Kühnens kam es 1986 zu einer Spaltung der Organisation in zwei verfeindete Flügel, der mit dem Ausscheiden des Anti-Kühnen-Flügels beendet wurde. Dadurch verlor die GdNF jedoch die Kontrolle über das Komitee zur Vorbereitung der Feierlichkeiten zum 100. Geburtstag Adolf Hitlers und die Freiheitliche Deutsche Arbeiterpartei. War die Hauptaufgabe der GdNF zunächst die Weiterführung der verbotenen ANS/NA, so widmete sie Ende der 1980er und Anfang der 1990er Jahre insbesondere dem Aufbau von Organisationsstrukturen in der DDR, der Organisierung von Aufmärschen, revisionistischen Kampagnen, dem paramilitärischen Training und Aufbau einer so genannten SA sowie einer provokativen Öffentlichkeitsarbeit. 
Nach dem Tod Kühnens 1991 ging die Leitung an Christian Worch, Arnulf Priem und Gottfried Küssel über. Letzterer war gleichzeitig Vorsitzender der ähnlich organisierten und ausgerichteten Volkstreuen Außerparlamentarischen Opposition, war jedoch von 1993 bis 1999 in Österreich wegen NS-Wiederbetätigung in Haft. 1992 zählte die GdNF noch etwa 400 Mitglieder, verlor allerdings rapide an Einfluss. Zu dieser Zeit wurde in Zusammenhang mit den Verbotsverfahren gegen rechtsextremistische Parteien und Organisationen wie die Freiheitliche Deutsche Arbeiterpartei (FAP) eine Vielzahl von Vorfeldorganisationen und Parteien gegründet, u. a. die Nationale Sammlung, Initiative Volkswille, Deutsche Alternative, Nationale Alternative, Nationale Liste, Deutsches Hessen, Antizionistische Aktion, Antikommunistische Aktion, Nationaler Block und andere mehr.